# Maxwell Anderson
Pour les articles homonymes, voir Maxwell et Anderson.
 (mars 2022).
Si vous disposez d'ouvrages ou d'articles de référence ou si vous connaissez des sites web de qualité traitant du thème abordé ici, merci de compléter l'article en donnant les références utiles à sa vérifiabilité et en les liant à la section « Notes et références ».
Œuvres principales
- Both Your Houses
- Winterset
- High Tor

James Maxwell Anderson, mieux connu sous le nom de Maxwell Anderson, est un dramaturge américain né le 15 décembre 1888 à Atlantic, Pennsylvanie (États-Unis) et mort le 28 février 1959 à Stamford (Connecticut).
Il reçut le Prix Pulitzer de l'œuvre théâtrale en 1933 pour sa pièce Both Your Houses et deux fois le New York Drama Critics Circle Award, récompensant Winterset (1935) et High Tor (1937). Selon Alfred S. Shivers, si l'on peut dire que les années 1920 furent celles de Eugene O'Neill, les années 1930 furent sans aucun doute celles de Maxwell Anderson. Il est aussi connu en tant que poète, journaliste, scénariste et compositeur.

## Biographie
Anderson est né à Atlantic, en Pennsylvanie, et est le deuxième des huit enfants de William Lincoln Link Anderson, un pasteur baptiste, et Charlotte Perrimela Stephenson. Ses parents étaient d'origines irlandaise et écossaise. Sa famille vivait dans la ferme de sa grand-mère maternelle à Atlantic, puis a déménagé à Andover (Ohio), où son père est devenu un pompier de chemin de fer tout en étudiant pour devenir un pasteur. Ils se déplaçaient fréquemment, pour suivre les postes pastoraux du père, et Maxwell était fréquemment malade, ce qui lui faisait manquer l'école.
Pendant la visite à la maison de sa grand-mère à Atlantic, à l'âge de 11 ans, il a rencontré le premier amour de sa vie, Hallie Loomis, une fille un peu plus âgée d'une riche famille. Son récit autobiographique, Morning, Winter and Night, évoque le viol, l'inceste et le sadomasochisme à la ferme. Cette œuvre a été publiée sous un pseudonyme, John Nairne Michealson, pour protéger la réputation familiale.

## Œuvres théâtrales
- White Desert - 1923
- What Price Glory - 1924
- First Flight - 1925
- Outside Looking In, au Greenwich Village Theatre (en), 7 septembre 1925[1].
- Saturday's Children - 1927
- Gods of the Lightning - 1929 (écrit en collaboration avec le musicien Harold Hickerson)
- Gypsy - 1928
- Elizabeth the Queen - 1930
- Night Over Taos - 1932
- Both Your Houses – 1933, prix Pulitzer du Théâtre
- Marie Stuart - 1933
- Valley Forge - 1934
- Winterset - 1935, prix du New York Drama Critics Circle Award (1re édition)
- The Masque of Kings - 1936
- The Wingless Victory - 1936
- Star-Wagon - 1937
- High Tor - 1937 Prix du New York Drama Critics Circle Award
- The Feast of Ortolans - 1937
- Knickerbocker Holiday - 1938 (pièce et musique)
- Second Overture - 1938
- Key Largo - 1939
- Journey to Jerusalem - 1940
- Candle in the Wind - 1941
- The Miracle of the Danube - 1941
- The Eve of St. Mark - 1942
- Your Navy - 1942
- Storm Operation - 1944
- Letter to Jackie - 1944
- Truckline Cafe - 1946
- Jeanne de Lorraine - 1946
- Anne des mille jours - 1948
- Lost in the Stars - 1949
- Barefoot in Athens - 1951
- The Bad Seed - 1954
- High Tor - 1956
- The Day the Money Stopped - 1958 (écrit avec with Brendan Gill)
- The Golden Six - 1958

## Filmographie

### Comme scénariste
- 1930 : One Romantic Night
- 1932 : Pluie (Rain)
- 1934 : La mort prend des vacances (Death Takes a Holiday)
- 1934 : Résurrection (We Live Again)
- 1935 : Roses de sang (So Red the Rose) de King Vidor
- 1948 : Jeanne d'Arc (Joan of Arc)
- 1956 : Le Faux Coupable
- 1959 : Ben-Hur

## Adaptations au cinéma
- 1940 : Saturday's Children par Vincent Sherman
- 1969 : Anne des mille jours (Anne of the Thousand Days)

## Récompenses et distinctions
- Maxwell Anderson est nommé docteur honoris causa de l'Université Columbia (1946) et de l'Université du Dakota du Nord (1958).
- Il reçoit la Médaille d'or en art dramatique de l'Académie américaine des arts et des lettres en 1954.